# جوزف مک‌کارتی (ترانه‌سرا)
جوزف مک‌کارتی (انگلیسی: Joseph McCarthy؛ ‏ ۲۷ سپتامبر ۱۸۸۵ – ۱۸ دسامبر ۱۹۴۳) ترانه‌سرا اهل ایالات متحده آمریکا بود. وی از سال ۱۹۲۱ تا ۱۹۲۹، رئیس انجمن آهنگسازان، پدیدآوران و ناشران آمریکا بود.
از فیلم‌هایی که وی در آن‌ها نقش داشته‌است، می‌توان به ریو ریتا (فیلم ۱۹۴۲) و ریو ریتا (فیلم ۱۹۲۹) اشاره نمود.